# Talal El Karkouri
Talal El Karkouri (in arabo طلال القرقوري‎?; Casablanca, 8 luglio 1976) è un allenatore di calcio ed ex calciatore marocchino, di ruolo difensore.

## Carriera

### Club
Ha iniziato la carriera nel Raja Casablanca, prima di essere scoperto dai francesi del Paris Saint-Germain nel 2000. Ha disputato, con i parigini, la Coppa UEFA e la Champions League, ma non è mai riuscito ad imporsi come titolare. È stato così ceduto in prestito all'Aris Salonicco, in Grecia, anche per un problema nel transfert per calciatori comunitari. Successivamente, è stato prestato al Sunderland. Nell'estate 2004, è stato acquistato dal Charlton Athletic in cambio di un milione di sterline.
Nella stagione del debutto con gli Addicks, ha segnato cinque reti, compresa quella ai danni dell'Arsenal. Il 30 dicembre 2006, El Karkouri è stato ammonito per simulazione dall'arbitro Rob Styles in una sfida contro l'Aston Villa, durante un'azione che ha coinvolto il difensore svedese Olof Mellberg, all'epoca Villan. Il 9 aprile 2007, nella sfida contro il Reading, è stato accusato nuovamente di simulazione, quando Leroy Lita lo ha colpito con una testata.
Il tecnico del Reading, Steve Coppell, ha accusato El Karkouri di aver esagerato e amplificato il contatto. Lita ha chiesto alla FA di fare qualcosa contro questo tipo di gesti e ha dichiarato di non aver neppure colpito il difensore marocchino. La FA ha però squalificato Lita per tre giornate, per condotta violenta. Coppell, in merito, non ha aggiunto altro.
Il 10 giugno 2007, ha firmato un contratto biennale per il Qatar SC. A novembre 2008, sono stati resi noti dei problemi con il tecnico che hanno messo in dubbio la permanenza del difensore.
Nell'agosto 2011 è passato all'Umm-Salal, ma a causa di un infortunio non ha disputato alcuna partita con il club qatariota; il 25 maggio 2012 ha annunciato il ritiro dal calcio giocato.

### Nazionale
El Karkouri ha giocato cinquantatré partite per il Marocco, partecipando anche alle edizioni 2004, 2006 e 2008 della Coppa delle Nazioni Africane. Il 29 gennaio 2008 ha annunciato il ritiro dalla Nazionale, salvo poi ritornarci a giocare il 28 marzo 2009 nell'incontro di qualificazione per il campionato del mondo 2010 contro il Gabon.

## Palmarès

### Club

#### Competizioni nazionali
- Campionato marocchino: 4

Raja Casablanca: 1996, 1997, 1998, 1999
- Coppa del Marocco: 1

Raja Casablanca: 1996

#### Competizioni internazionali
- CAF Champions League: 2

Raja Casablanca: 1997, 1999
- CAF Super Cup: 1

Raja Casablanca: 1999
- Coppa dei Campioni afro-asiatica: 1

Raja Casablanca: 1998
- Coppa Intertoto UEFA: 1

Paris Saint-Germain: 2001